# Fluksometr
Fluksometr – przyrząd do pomiaru zmian strumienia indukcji magnetycznej. Najprostszy fluksometr składa się z cewki pomiarowej (pełniącej rolę sondy) i odpowiedniego galwanometru mierzącego indukowany w cewce prąd elektryczny. Galwanometr powinien mieć mały opór elektryczny ramki, pomijalny moment zwracający spełniając warunki galwanometru balistycznego z tłumieniem ponadkrytycznym (całkującego).
Inne nazwy: strumieniomierz, strumieniomierz magnetoelektryczny, fluksomierz, weberomierz.